# Wim van der Grijn
Willem (Wim) van der Grijn (Ameide, 14 mei 1946) is een Nederlands acteur. 

## Biografie
Van der Grijn is een broer van Ger van der Grijn, die ook acteur is. Na het behalen van zijn diploma aan de Toneelschool Amsterdam (1967), sloot Van der Grijn zich aan bij Toneelgroep Centrum, waar hij vijf jaar actief was als acteur en regisseur. Ook was hij enkele jaren verbonden aan Toneelgroep Globe.
Hij ontving de Louis d'Or voor de door hem en Hans Dagelet gecreëerde rol van Kees de Jongen in het gelijknamige toneelstuk van Gerben Hellinga, opgevoerd in het seizoen 1970-1971. Daarnaast ontving hij de Cor Hermus-prijs voor zijn vertolking in Lear, een stuk van Edward Bond.
Van der Grijn was gehuwd met Diane Lensink, dochter van acteur Ton Lensink en actrice Henny Orri. Hun zoon is Matteo.

## Filmografie
- 2013-2018: Dokter Deen-Bert Noorderling
- 2013: Moordvrouw (televisieserie) - Frits Vreeswijk
- 2012: Moordvrouw (televisieserie) - Frits Vreeswijk
- 2012: De Overloper (telefilm) - Minister Wijnants
- 2010: Annie M.G. (televisieserie) - Burgemeester
- 2010: De vliegenierster van Kazbek - Operateur
- 2009: Het leven uit een dag - Schoolhoofd
- 2009: Vuurzee (televisieserie) - Rechter
- 2008-2009: Bit (televisieserie) - Joop Prins
- 2008: Witse (televisieserie) - Evert Dejonghe
- 2008: Dag in dag uit (televisiefilm) - Boy
- 2007: Basilicum & Brandnetels (korte televisiefilm) - Gerrit
- 2007: Grijpstra & De Gier (televisieserie) - Professor
- 2007: Spoorloos verdwenen (televisieserie) - Frans Hetting
- 2007: Keyzer & de Boer advocaten (televisieserie) - Det. Smit
- 2006: Juliana, prinses van oranje (televisieserie) - Prins Hendrik
- 2005: Offers (televisiefilm) - Ambassadeur
- 2004: Gebroken rood (televisiefilm) - Johannes Vinck
- 2004: Ernstige delicten (televisieserie) - Simon van Reden
- 2003: Kees de jongen - Opa
- 2003: De vanger - Kapper
- 2001: Flikken (televisieserie) - Sam de Groot
- 2000: De Geheime Dienst (televisieserie) - Theo Hoogland
- 1999: Baantjer (televisieserie) - Anton 'Teun' Kistenmaker
- 1998: Goede daden bij daglicht: Niet in de wieg gesmoord (televisiefilm) - Rob
- 1997: Karakter - 2e Inspecteur
- 1996: Charlotte Sophie Bentinck (televisieserie) - van Catwijk
- 1994: Oude tongen - Wim de Vries
- 1993: Richting Engeland - Leraar Duits
- 1992: Suite 215 (televisieserie)
- 1990: Spelen of sterven - vader
- 1986: Adriaen Brouwer (televisieserie) - Frans Hals
- 1986: Reagan: Let's Finish the Job (televisieserie) - P.A.
- 1985: Het bloed kruipt (televisieserie) - Hans
- 1984: Gebroken spiegels
- 1981: Lucifer (televisiefilm) - Lucifer
- 1980: Een zekere Judas (televisiefilm)
- 1978: De mantel der liefde - Fietser
- 1975: Amsterdam 700 (televisieserie) - Jakob van kampen
- 1974: De steen (televisiefilm)
- 1973: De antikrist
- 1973: Uilenspiegel (televisieserie) - Tijl Uilenspiegel
- 1972: Kunt u mij de weg naar Hamelen vertellen, mijnheer? (televisieserie) - Prins Koen van Kaan (Seizoen 2)